# Gödöllői RC
Gödöllői RC est un club hongrois de volley-ball fondé en 1992 et basé à Gödöllő qui évolue pour la saison 2019-2020 en NB I..

## Palmarès
- Championnat de Hongrie
  - Finaliste : 2007, 2012, 2013.
- Coupe de Hongrie
  - Finaliste : 2011, 2013, 2014, 2015[2]

## Historique des logos

Logo du Teva Gödöllői
Logo du Gödöllői RC

## Effectifs

### Saison 2019-2020
| No                                       | Nom                                      | Date de naissance                        | Taille                         | Poids                          | Poste                          |
| ---------------------------------------- | ---------------------------------------- | ---------------------------------------- | ------------------------------ | ------------------------------ | ------------------------------ |
| 1                                        | Karolina Barta                           | 3 juin 2001                              | 164                            |                                | Passeuse                       |
| 3                                        | Gréta Halla                              | 14 mars 2001                             | 186                            | 72                             | Attaquante                     |
| 6                                        | Stefánia Schwegler                       | 1er avril 2000                           | 174                            | 62                             | Passeuse                       |
| 7                                        | Fruzsina Bajnóczi                        | 7 août 2000                              | 176                            | 60                             | Centrale                       |
| 8                                        | Bagi Réka Tóth                           | 4 juillet 2000                           | 170                            |                                | Passeuse                       |
| 9                                        | Anna Faragó                              | 19 avril 1999                            | 173                            |                                | Libero                         |
| 10                                       | Virág Tettamanti                         | 18 juin 2001                             | 183                            | 67                             | Centrale                       |
| 11                                       | Alíz Kump                                | 11 novembre 2003                         | 185                            |                                | Centrale                       |
| 12                                       | Anna Albert                              | 20 février 2000                          | 162                            |                                | Réceptionneuse-attaquante      |
| 14                                       | Réka Körtvélyessy                        | 29 août 2000                             | 174                            | 65                             | Réceptionneuse-attaquante      |
| 18                                       | Szandra Tóth                             | 22 mai 2000                              | 180                            |                                | Réceptionneuse-attaquante      |
| 19                                       | Eszter Kovács                            | 10 décembre 1998                         | 182                            |                                | Centrale                       |
| 20                                       | Réka Horváth                             | 15 janvier 1998                          | 168                            |                                | Libero                         |
|                                          |                                          |                                          |                                |                                |                                |
| Encadrement technique                    | Encadrement technique                    |                                          | Légende                        | Légende                        | Légende                        |
| Entraîneur : István Szabados             | Entraîneur : István Szabados             | Entraîneur : István Szabados             | : Capitaine                    | : Capitaine                    | : Capitaine                    |
| Entraîneur(s) adjoint(s) : Attila Szalay | Entraîneur(s) adjoint(s) : Attila Szalay | Entraîneur(s) adjoint(s) : Attila Szalay | : Joueuse blessée actuellement | : Joueuse blessée actuellement | : Joueuse blessée actuellement |